# ループレヒト・フォン・デア・プファルツ
ループレヒト・フォン・デア・プファルツ（Ruprecht von der Pfalz, 1481年5月14日 - 1504年8月20日）は、プファルツ系ヴィッテルスバッハ家の公子で、父はプファルツ選帝侯フィリップ、母は同族のバイエルン＝ランツフート公ルートヴィヒ9世の娘マルガレーテ。ルートヴィヒ5世の弟、フリードリヒ2世の兄。

## 生涯
1495年、フライジンク司教に就任したが1498年に辞職（後任の司教は兄フィリップが就任）、翌1499年に伯父のバイエルン＝ランツフート公ゲオルクの娘エリーザベトと結婚した。1503年のゲオルクの死後にバイエルン＝ランツフート公領の相続を主張して、同族のバイエルン＝ミュンヘン公アルブレヒト4世と対立、ランツフート継承戦争が勃発した。アルブレヒト4世と神聖ローマ皇帝マクシミリアン1世の軍勢と対峙したが、1504年にランツフートで急死した。同年9月、妻エリーザベトも後を追うように亡くなった。
死後、ランツフート継承戦争はアルブレヒト4世の勝利で終結、バイエルン＝ランツフート公領の大半はアルブレヒト4世が領有した。残りはループレヒトの2人の息子オットー・ハインリヒとフィリップがプファルツ＝ノイブルク公領として領有した。

## 子女
1. オットー・ハインリヒ（1502年 - 1559年） - プファルツ＝ノイブルク公、プファルツ選帝侯
2. フィリップ（1503年 - 1548年） - プファルツ＝ノイブルク公